# Холодное сердце 2
«Холодное сердце 2» (англ. Frozen II) — американский компьютерно-анимационный музыкальный фэнтезийный фильм, выпущенный в 2019 году студией Walt Disney Animation Studios и распространяемый студией Walt Disney Studios Motion Pictures. Мультфильм стал 58-м полнометражным мультфильмом, снятым студией, и продолжением мультфильма «Холодное сердце». Продюсером фильма выступил Питер Дель Вечо, режиссёрами — Крис Бак и Дженнифер Ли. Сюжет был написан режиссёрами в соавторстве с Марком Смитом, Кристен Андерсон-Лопес и Робертом Лопес, дополнительные материалы для сценария предоставила Эллисон Шредер. Главные роли озвучили Кристен Белл, Идина Мензел, Джош Гэд и Джонатан Грофф. Действие происходит спустя три года после событий первого фильма. По сюжету сёстры Анна и Эльза, Кристофф, Свен и Олаф отправляются в зачарованный лес, чтобы разгадать тайну магических сил Эльзы.
Фильм получил «зелёный свет» в марте 2015 года после дебатов компании о том, будет ли он соответствовать уровню первой части. Для создания мультфильма использовались более совершенные технологии анимации, чем в первой части. Андерсон-Лопес и Лопес выступили в качестве авторов песен к фильму, а композитором стал Кристоф Бек. Фильм был переведён на 46 языков, и сопровождался документальным сериалом «Into the Unknown: Making Frozen II», рассказывающим о его создании.
Премьера мультфильма состоялась в театре «Dolby» в Голливуде, Лос-Анджелес 7 ноября 2019 года, а уже 22 ноября он вышел в широкий прокат в США. В России мультфильм вышел 28 ноября того же года. Фильм заработал более 1,45 миллиарда долларов в мировом прокате, став третьим по кассовым сборам фильмом 2019 года, десятым по кассовым сборам фильмом всех времён и вторым по кассовым сборам анимационным фильмом в истории. Он также установил рекорд по кассовым сборам на открытии среди анимационных фильмов и удерживал его в течение трёх лет. Мультфильм был номинирован на премию «Оскар» за лучшую песню на 92-й церемонии вручения наград, а также получил множество других наград и номинаций. В настоящее время продолжение находится в стадии разработки, премьера которого запланирована на 2027 год.

## Сюжет
Сюжет картины начинается с рассказа про Зачарованный лес. Однажды племя Нортулдры и солдаты Эренделла заключили мир, последние построили для коренного народа плотину. Но позже между странами развязалась война. Духи Зачарованного леса, придя в ярость, прогнали войска Эренделла за пределы леса.
После событий, рассказанных в первом фильме, проходит три года. Эльза начинает слышать таинственный голос и, следуя за ним, она случайно пробуждает духов Зачарованного леса, чьи силы стали наводить панику на королевство Эренделл. Впоследствии жителей успевают эвакуировать. Дед Пабби обращается к Эльзе с просьбой отправится в лес, где она должна усмирить духов. Добравшись до леса, Эльза, её сестра Анна, Кристофф, олень Свен и снеговик Олаф сталкиваются с духом воздуха в виде торнадо. Эльза уничтожает вихрь силой магии, затем героев встречают народ Нортулдры и войска Эренделла. Вскоре на обитателей Зачарованного леса нападает дух огня. Пытаясь остановить природного элементала, Эльза видит, что дух огня — безобидная волшебная саламандра. Эльза успокаивает её и предотвращает лесной пожар.
Эльза, следуя за таинственным голосом на север, обнаруживает место крушения корабля своих родителей и узнаёт, что они пытались добраться до реки памяти Ахтохаллэн. Эльза перебирается через Тёмное море верхом на лошади — духе воды — и, наконец, добирается до реки. Загадочным голосом, который манил её в ходе всех событий фильма, был зов Идуны, её матери. В воспоминаниях реки Эльза узнаёт, что её дедушка пытался навредить племени Нортулдры. Единственный способ освободить духов Зачарованного леса — разрушить плотину, которую солдаты Эренделла построили ещё много лет назад. Анна заманивает каменных великанов к плотине, заставляя их бросить валуны. Плотина рушится, затем весь водяной поток направляется на Эренделл. Эльза мчится верхом на лошади к королевству и спасает его от наводнения.
Кристофф делает Анне предложение руки и сердца, и она соглашается. Анну провозглашают новой королевой Эренделла, а Эльза остаётся в Зачарованном лесу.

## Роли озвучивали
| Актёр             | Роль                  |
| ----------------- | --------------------- |
| Кристен Белл      | Анна                  |
| Идина Мензел      | Эльза                 |
| Джош Гэд          | Олаф                  |
| Джонатан Грофф    | Кристофф              |
| Стерлинг К. Браун | лейтенант Маттиас     |
| Эван Рэйчел Вуд   | королева Идуна        |
| Альфред Молина    | король Агнарр         |
| Марта Плимптон    | вождь Нортулдры Елена |
| Джейсон Риттер    | Райдер                |
| Рэйчел Мэттьюз    | Ханимарен             |
| Джереми Систо     | король Рунэрд         |
| Киаран Хайндс     | дед Пабби             |
| Аврора Акснес     | голос, зовущий Эльзу  |

## Работа над картиной
12 марта 2015 года председатель и генеральный директор компании Disney Боб Айгер объявил на встрече акционеров в Сан-Франциско о начале производства «Холодного сердца 2», и что к работе студия привлекла режиссёров первой части Криса Бака и Дженнифер Ли, а также продюсера Питера Дель Вечо. Глава студии Walt Disney Animation Studios и Pixar Джон Лассетер рассказал: «Нам сильно понравилось создавать этот мультфильм, что у Ли и Бак появилась хорошая идея для сиквела. Зрители ещё не раз услышат об этом, скоро мы вернёмся в Эренделл». По сведениям источника Los Angeles Times, на студии Disney прошли «широкие внутренние дебаты» по поводу решения снимать продолжение, но беспрецедентный успех первого фильма подтолкнул руководителей Disney к съёмкам сиквела.
Месяц спустя в ходе своего визита в Австралию Бак рассказал, что режиссёры уже придумали идею для концовки сиквела, но они всё ещё пишут сюжет. В сентябре 2016 года актриса Кристен Белл, озвучившая принцессу Анну, сообщила, что Disney вносит последние штрихи в сценарий. В апреле 2017 года студия Disney обнародовала дату премьеры сиквела — 27 ноября 2019 года. В августе этого года стало известно, что «Холодное сердце 2» выйдет на стриминг-сервисе Disney+ вместе с «Историей игрушек 4» и «Королём Львом».
В марте 2018 года авторы песен первой части Кристен Андерсон-Лопес и её муж Роберт закончили писать одну из песен для принцессы Анны в исполнении Белл. В июле Эван Рэйчел Вуд и Стерлинг К. Браун вошли в переговоры об участии в озвучке мультфильма. В августе к работе над сценарием Disney привлекла Эллисон Шредер, автора «Скрытых фигур» и «Кристофера Робина», поскольку Дженнифер Ли сменила Лассетера на посту генерального директора Disney Animation. Однако позднее было решено указать в титрах только Дженнифер Ли в качестве единственного сценариста. В ноябре журнал Variety сообщил, что дату премьеры сиквела передвинули на пять дней — 22 ноября 2019 года.

## Музыка
Саундтрек был выпущен 15 ноября 2019 года за неделю до дебюта мультфильма в американском прокате. Плей-лист включает семь новых песен, написанных Кристен Андерсон-Лопес и Робертом Лопес, а также укороченную версию композиции «Reindeer(s) Are Better Than People» («Олени приятней, чем люди») из первой части и три кавер-версии трёх новых песен для финальных титров, исполненные Кейси Масгрейвс и группами Panic! At the Disco и Weezer. Делюкс-версия альбома включает второй диск саундтрека с музыкальными композициями от Кристофа Бека.

## Прокат
Премьера мультфильма состоялась 7 ноября 2019 года в кинотеатре «Долби» в Голливуде. «Холодное сердце 2» вышло в прокат в США 22 ноября, в России — 28 ноября. Изначально студия Disney планировала выпустить картину 27 ноября того же года.

### Маркетинг
Дебютный трейлер появился в сети 13 февраля 2019 года. Ролик стал самым просматриваемым трейлером среди мультфильмов и набрал 116,4 млн просмотров за первые сутки. Ранее рекорд удерживала лента «Суперсемейка 2» (113,6 млн). Второй трейлер появился 11 июня 2019 года во время трансляции передачи Good Morning America на канале ABC. 23 сентября того же года вышел третий трейлер.

### Критика
«Холодное сердце 2» заслужило в целом благоприятные отзывы критиков. Рейтинг на сайте Rotten Tomatoes составляет 77 % на основании 315 рецензий, из которых 244 — положительные, а оставшиеся 71 — отрицательные. Зрительский рейтинг составил 92 %. По данным агрегатора Metacritic, средняя оценка анимационной картины составила 64 балла из 100 на основании 47 отзывов.
Журналист издания The Guardian Питер Брэдшоу был рад вновь увидеть героев первого мультфильма на большом экране, но сюжет, по его мнению, получился слабоватым и надуманным. «Холодное сердце 2» смотрится как дополнительный видеоматериал, который мог быть на Blu-ray издании первого фильма. Отдельным достоинством Брэдшоу называл песни, особенно «Into the Unknown» в исполнении Эльзы. По словам Алонсо Дюральда из TheWrap, в фильме есть всё, чем можно порадовать зрителей: от богатой палитры осенних красок до потенциально провокационного сюжета, который учит детей тому, что страны должны признать и искупить ошибки прошлого. Редактор сайта Роджера Эберта Нелл Майноу писала, что сиквел может показаться чрезмерным, и он изо всех сил старается повторить «магию» первого фильма. Особое впечатление вызывает тот факт, что лента готова в откровенной манере ответить на несколько непростых вопросов, которые способен понять любой ребёнок и даже взрослый.
По мнению Петраны Радулович из Polygon, в «Холодном сердце 2», как и в ленте «Ральф против интернета», отсутствует фактический антагонист. Антагонистами сюжетной составляющей выступают предрассудки прошлого и возможные последствия ярости природы. Тодд Маккарти, журналист The Hollywood Reporter, остался доволен композициями от Кристен Андерсон-Лопес и Роберта Лопес. Критик считает, что вклад авторов песен в успех франшизы невозможно переоценить. Кейт Эрблэнд из IndieWire пишет, что ни один из диснеевских сиквелов не имеет столь важного значения, зато «Холодное сердце 2» доказывает, что в сказочном мире Disney они могут быть важны.
Екатерина Сосновская, обозревательница Российской газеты, посчитала юмор мультфильма посредственным. Но рецензент подчеркнул, что музыкальные эпизоды опустошают динамику сюжета, а затем к наступлению финальных титров они выветриваются из памяти зрителя. Критик сайта Кино-театр.ру Мария Терещенко пишет, что сиквел выглядит серьёзнее и эпичнее первой анимационной ленты. По словам обозревательницы, создатели перестарались с мифологической составляющей фильма, сделав из него взрослое фэнтези вместо детского кино. Журналист издания Meduza Антон Долин отметил, что Disney решила воздержаться от канона первого мультфильма и прибегнуть к традиционным литературным произведениям, где есть короли и королевы, колдовство и разрушение, любовь и самопожертвование.

### Награды и номинации
На 92-й церемонии вручения премии «Оскар» мультфильм получил номинацию за лучшую песню. Другие номинации фильма включают восемь премий «Энни» (выиграв две), премию «BAFTA», две премии «Выбор критиков» и две премии «Золотой глобус».